# Lauren Worsham
Lauren Worsham (Austin, 4 aprile 1982) è un'attrice e soprano statunitense, nota soprattutto per il suo lavoro nel teatro musicale.
Ha recitato in diversi musical e operette a New York e altre importanti capitali teatrali degli Stati Uniti e tra le sue interpretazioni più apprezzate si ricordano: Candide (New York, 2008), The Light in the Piazza (Weston, 2008), Into the Woods (Kansas, 2009), The Mikado (Carnegie Hall, 2012),  Il violinista sul tetto (Pittsburgh, 2012), A Gentleman's Guide to Love and Murder (Broadway, 2014; candidata al Tony Award alla miglior attrice non protagonista in un musical) e Show Boat (New York, 2014).